# Sporofyt

Gametofyt och sporofyt hos en nålfruktsmossa.

Sporofyt är en sexuellt reproducerande växts diploida livsfas. Sporofyters celler innehåller alltså en dubbel uppsättning kromosomer. Sporofyten har sporangier som innehåller sporer. Sporofyten kan vara homospor (isospor) och bara bilda en sorts sporer, eller heterospor och bilda stora och små sporer.
Organismer med gametofyt och sporofyt är generationsväxlare eller haplodiplonter. Det gäller alla landväxter men också många alger. Hos mossor är gametofyten den mest synliga fasen av växtens livscykel, hos ormbunkar är sporofyten den stora generationen.  Hos blomväxter är sporofyten alltid mycket dominerande.

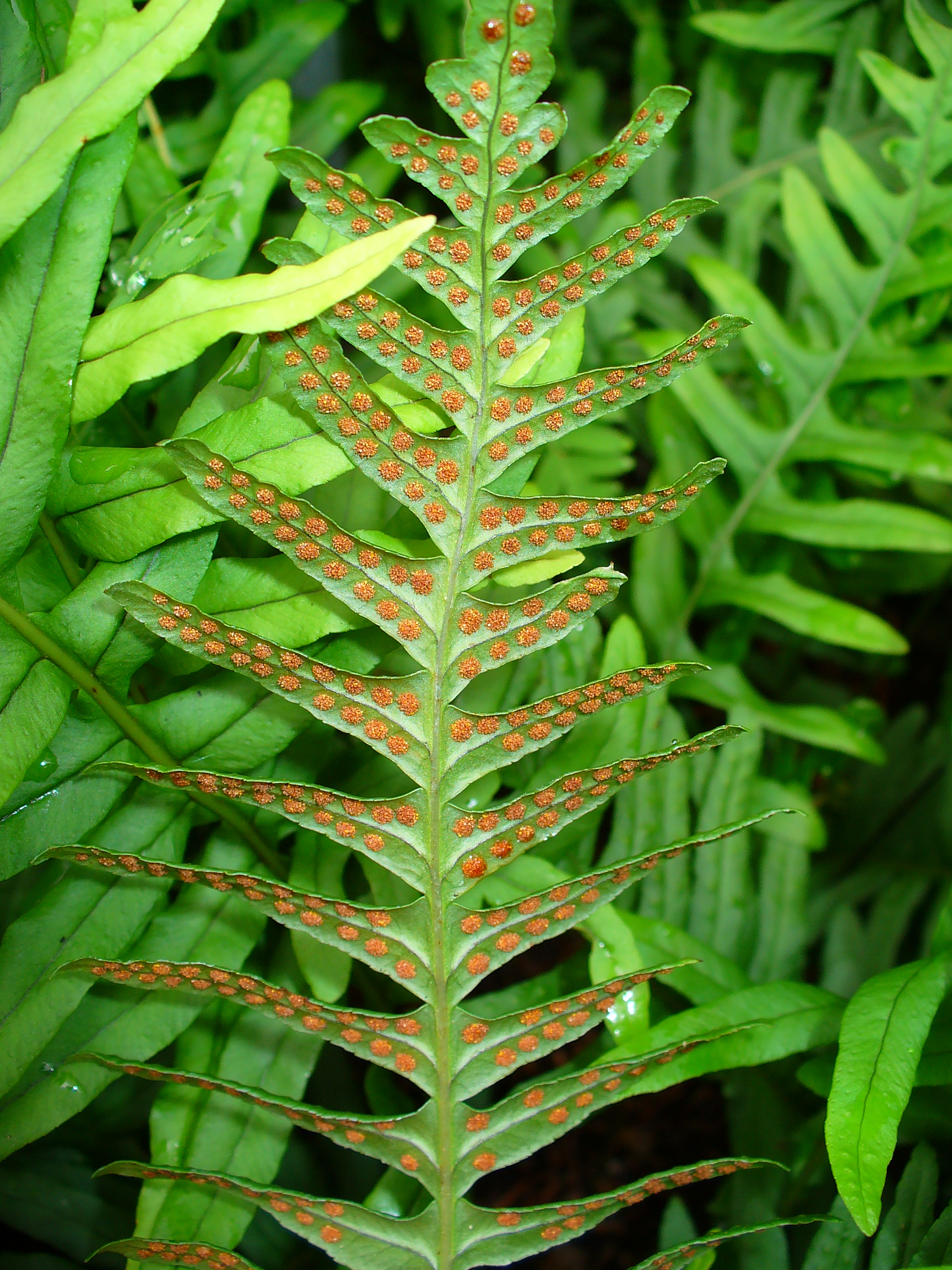
Sporofyt av ormbunke (Stensöta).
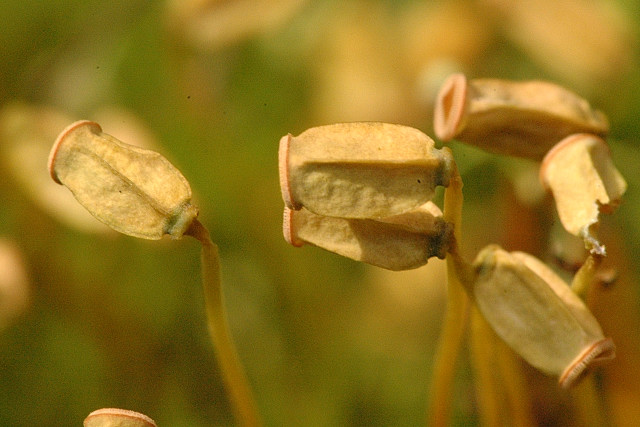
Sporofyt av mossa (Björnmossa).
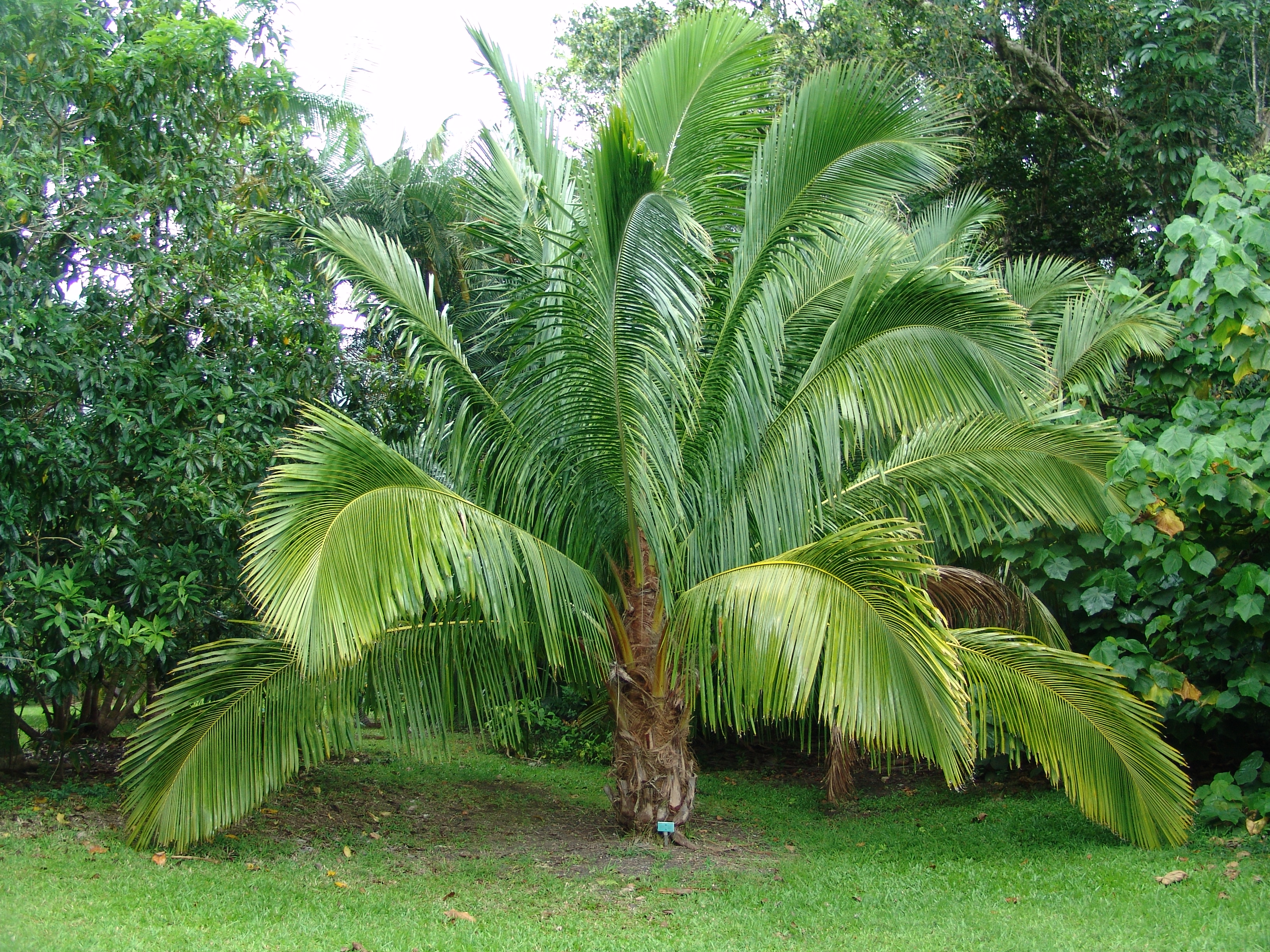
Sporofyt av blomväxt (Beccariophoenix).